# التطهير العرقي في ناميبيا

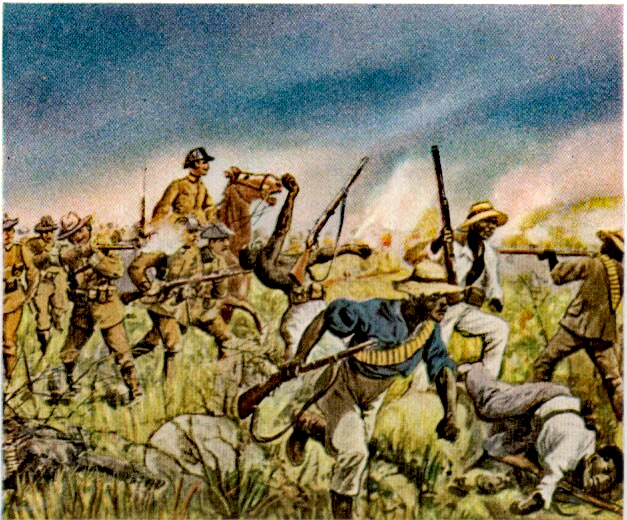

الإبادة الجماعية لهيريرو وناما أول إبادة جماعية في القرن العشرين،  شنتها القيصرية الألمانية ضد شعوب أوفاهيرو، وناما، وبوشمن في جنوب غرب إفريقيا الألمانية (ناميبيا حاليًا). حدثت بين عامي 1904 و1908.
في يناير 1904 تمرد شعبا هيريرو بقيادة صامويل ماهاريرو، وناما بقيادة الكابتن هندريك فيتبوي ضد الحكم الاستعماري الألماني. في 12 يناير ذبحوا أكثر من 100 رجل ألماني في منطقة أوكاهاندجا، مع ذلك أبقوا النساء والأطفال. في أغسطس فاز الجنرال الألماني لوثر فون تروثا على أوفاهيرو في معركة ووتربرغ واقتادهم إلى صحراء أوماهيكي، وهناك توفي أغلبهم بسبب التجفاف. في أكتوبر تمرد شعب ناما أيضًا ضد الألمان ليعاني من مصير مماثل.
مات ما بين 24,000 و100,000من الهيريرو، و10,000 من الناما، وعدد غير معروف من البوشمن في الإبادة الجماعية. تميزت المرحلة الأولى من الإبادة الجماعية بانتشار الموت بسبب الجوع والتجفاف، إذ منعت القوات الألمانية الهيريرو من مغادرة صحراء ناميب. بعد هزيمتهم، سُجن الآلاف من شعب الهيريرو والناما في معسكرات الاعتقال، ومات معظمهم من الأمراض، وسوء المعاملة، والإعياء.
في عام 1985 صنف تقرير ويتاكر التابع للأمم المتحدة الآثار المترتبة على ذلك على أنها محاولة لإبادة شعوب هيريرو وناما في جنوب غرب أفريقيا، وبالتالي تعتبر واحدة من أولى محاولات الإبادة الجماعية في القرن العشرين. في عام 2004 اعترفت الحكومة الألمانية بالحادثة واعتذرت عنها، لكنها استبعدت التعويض المالي لأحفاد الضحايا. في يوليو 2015 وصفت الحكومة الألمانية والمتحدث باسم البوندستاغ الحادثة رسميًا بأنها «إبادة جماعية». ومع ذلك رفضوا النظر في جبر الضرر. على الرغم من ذلك، أرجِعت الدفعة الأخيرة من الجماجم والبقايا الأخرى من رجال القبائل المذبوحين والتي نُقلت إلى ألمانيا لتعزيز التفوق العرقي إلى ناميبيا في عام 2018، مع بترا بوس هوبر، وهي أسقف بروتستانتية ألمانية، والتي وصفت الحدث بأنه «الإبادة الجماعية الأولى في القرن العشرين».

## خلفية
الهيريرو في الأصل هم مجموعة من رعاة الماشية الذين يعيشون في المنطقة الوسطى الشرقية من جنوب غرب أفريقيا، ناميبيا الحديثة حاليًا. عُرفت المنطقة التي شغلها الهيريرو باسم دامارالاند. وكان الناما رعاةً وتجارًا يعيشون جنوب الهيريرو.
خلال التدافع على أفريقيا في عام 1883، اشترى التاجر الألماني فرانز أدولف إدوارد لودريتز الساحل الممتد بالقرب من خليج أنغرا بيكوينا من الزعيم الحاكم. كانت شروط الشراء احتيالية، لكن الحكومة الألمانية أنشأت على الرغم من ذلك محمية عليها. في ذلك الوقت، اعتبرت هذه الأراضي الألمانية الوحيدة في الخارج المناسبة للاستيطان البيض.
وصل رئيس هيريرو المجاور ماهاريرو إلى السلطة بتوحيد جميع الهيريرو. في مواجهة الهجمات المتكررة من قبل الخويسان، وهي قبيلة الخويخوئيون يقودها هندريك فيتبوي، الذي وقع معاهدة حماية في 21 أكتوبر 1885 مع الحاكم الاستعماري لألمانيا هاينريش إرنست غورينغ (والد هيرمان غورينغ قائد قوات الطيران الألمانية النازية) لكنه لم يتنازل عن أرض هيريرو. جرى التخلي عن هذه المعاهدة في عام 1888 بسبب نقص الدعم الألماني ضد فيتبوي، لكنها أعيدت في عام 1890.
اشتكى قادة هيريرو مرارًا وتكرارًا من انتهاك هذه المعاهدة، إذ اغتصب الألمان نساء وفتيات هيريرو، وهي جريمة ترددت السلطات الألمانية في معاقبة مرتكبيها.
في عام 1890 أبرم صامويل نجل ماهاريرو صفقة جيدة تتضمن منح الألمان مساحة كبيرة من الأراضي مقابل مساعدته على اعتلاء عرش أوفاهيرو، وبعد ذلك تعيينه كرئيس أعلى. انتهى التدخل الألماني في القتال العرقي بسلام هشّ في عام 1894. في تلك السنة، أصبح تيودور لوتوين حاكمًا للأراضي، التي شهدت فترة من التطور السريع، في حين أرسلت الحكومة الألمانية القوات الاستعمارية الإمبراطورية لتهدئة المنطقة.

### السياسة الاستعمارية الألمانية
تحت الحكم الاستعماري الألماني، استخِدم السكان الأصليون بصورة روتينية كعمال مستعبدين، وكثيرًا ما صادروا أراضيهم وأعطوها للمستعمرين، لتشجيعهم على الاستقرار في الأراضي المأخوذة من السكان الأصليين، تلك الأراضي كانت مليئة بالماشية المسروقة من هيريرو وناما، ما تسبب بقدر كبير من الاستياء. على مدى العقد التالي، انتقلت الأرض والماشية التي كانت ضرورية لأنماط حياة هيريرو وناما إلى أيدي المستوطنين الألمان الذين وصلوا إلى جنوب غرب أفريقيا.

### الثورات
في عام 1903 ثارت بعض عشائر ناما تحت قيادة هندريك فيتبوي. أدى عدد من العوامل إلى انضمام الهيريرو إليهم في يناير 1904.
تنازلت الهيريرو بالفعل عن أكثر من ربع مساحتها البالغة 130,000 كيلومتر مربع (50,000 ميل مربع) للمستعمرين الألمان بحلول عام 1903، قبل اكتمال خط سكة حديد أوتافي الممتدة من الساحل الأفريقي إلى المستوطنات الألمانية الداخلية. كان استكمال هذا الخط ليجعل الوصول إلى المستعمرات الألمانية أكثر سهولةً، وكان ليبشر بقدوم موجة جديدة من الأوروبيين إلى المنطقة.
يذكر المؤرخ هورست دريشلر أنه كان هناك نقاش حول إمكانية إنشاء ووضع الهيريور في محميات محلية، وأن هذا كان دليلًا آخرًا على شعور المستعمرين الألمان بملكية الأرض. يوضح دريشلر الفجوة بين حقوق الأوروبيين والأفريقيين، فأكدت الرابطة الاستعمارية الألمانية أن شهادة سبعة أفريقيين تعادل شهادة أحد المستعمرين فيما يتعلق بالمسائل القانونية. يكتب بردجمان عن التوترات العرقية التي أدت إلى هذه التطورات، إذ نظر المستعمر الألماني العادي إلى الأفريقيين الأصليين باعتبارهم مصدرًا دنيئًا للعمالة الرخيصة، ورحب آخرون بإبادتهم.
لعبت السياسة الجديدة لتحصيل الديون، التي فُرضت في نوفمبر 1903، دورًا في الثورة. لسنوات عديدة، اعتاد سكان هيريرو على اقتراض الأموال من التجار الاستعماريين بأسعار فائدة عالية. لم تُحصل هذه الديون وتراكمت لفترة طويلة، إذ لم يكن لدى معظم الهيريرو قدرة على الدفع. لتصحيح هذه المشكلة المتنامية، أصدر الحاكم لوتوين مرسومًا بحسن النية بإلغاء جميع الديون التي لم تسدد خلال العام المقبل. في غياب الأموال النقدية، غالبًا ما استولى التجار على الماشية، أو أي أشياء ذات قيمة تمكنوا من الحصول عليها، لاسترداد قروضهم في أسرع وقت ممكن. هذا عزز شعور الاستياء لدى شعب الهيريرو تجاه الألمان، والذي تصاعد إلى اليأس عندما رأوا تعاطف المسؤولين الألمان مع التجار الذين كانوا على وشك فقدان ما يستحقونه.
في عام 1903 علم الهيريرو بخطة لتقسيم أراضيهم بخط سكة حديدية، وإقامة محميات لجمعهم فيها، كان هذا أيضًا أحد أسباب الثورة.
رأى الهيريرو أن الوضع لا يطاق، فتمردوا في أوائل عام 1904، أسفر ذلك عن مقتل ما بين 123 و150 ألمانيًا، بما في ذلك سبعة بوير وثلاث نساء، في ما يسميه نيلز أولي أورمان «هجوم مفاجئ يائس».
خُطط بدقة لتوقيت هجومهم. اقتنع الحاكم بأن قبيلة الهيريرو الكبيرة وبقية السكان الأصليين جرت تهدئتهم بشكل أساسي بعد نجاحه في الطلب منهم تسليم سلاحهم، وبذلك سحب نصف القوات الألمانية المتمركزة في مستعمرته. حاصر الهيريرو بقيادة الرئيس صامويل ماهاريرو أوكاهاندجا وقطعوا الصلات مع ويندهوك، العاصمة الاستعمارية. ثم أصدر ماهاريرو بيانًا منع فيه قواته من قتل أي إنجليزي أو بوير أو شعوب غير متورطة أو نساء وأطفال عمومًا أو مبشرين ألمان. حفزت ثورات هيريرو ثورةً وهجومًا منفصلًا على حصن ناموتوني في شمال البلاد بعد بضعة أسابيع من قبل أوندونغا.
اضطر لوتوين لطلب تعزيزات وضابط متمرس من الحكومة الألمانية في برلين. عُين اللواء لوثار فون تروثا قائدًا أعلى لجنوب غرب أفريقيا في 3 مايو 1904، ووصل مع قوة استكشافية قوامها 14,000 جنديًا في 11 يونيو.
كان لوتوين تابعًا للإدارة الاستعمارية في وزارة الخارجية البروسية، التي أبلغت المستشار برنارت فون بولوف، بينما أبلغ الجنرال تروثا هيئة الأركان العامة العسكرية الألمانية، التي كانت تابعة فقط للإمبراطور فيلهلم الثاني.

أراد لوتوين هزيمة متمردي هيريرو الأكثر تصميمًا، والتفاوض على استسلام مع الباقين للتوصل إلى تسوية سياسية. لكن تروثا خطط لسحق مقاومة السكان الأصليين من خلال القوة العسكرية. إذ صرح:
معرفتي الوثيقة بالعديد من دول وسط أفريقيا (البانتو وغيرها) أقنعتني أن الزنوج في كل مكان وبالضرورة لا يحترمون المعاهدات بل القوة الوحشية فقط.

## الإبادة الجماعية
في عام 1900، غضب القيصر فيلهلم الثاني من مقتل البارون كليمنس فون كيتيلر، الوزير الإمبراطوري الألماني المفوض في بكين، أثناء ثورة الملاكمين. اعتبرها القيصر إهانة شخصية من قبل الناس الذين اعتبرهم أدنى منزلة عنصريًا، وذلك بسبب هوسه بالخطر الأصفر. في 27 يوليو 1900، ألقى القيصر خطاب هون سيئ السمعة في بريمرهافن للجنود الألمان الذين أرسلوا إلى الإمبراطورية الصينية، وأمرهم بعدم إظهار الرحمة للصينيين وأن يتصرفوا مثل شعب الهون بقيادة أتيلا. خدم الجنرال فون تروثا في الصين، واختير عام 1904 لقيادة الرحلة الاستكشافية إلى جنوب غرب إفريقيا الألمانية على وجه التحديد بسبب سجله في الصين. في عام 1904، كان فيلهلم غاضبًا من تمرد في مستعمرته من قبل شعب كان يعتبره أيضًا أقل شأنًا، وبالمثل اعتبر تمرد هيريرو إهانةً شخصية، تمامًا كما كان ينظر إلى اغتيال كيتيلر. كانت اللغة المتعطشة للدماء التي استخدمها فيلهلم الثاني حول هيريرو عام 1904 مشابهة بشكل لافت للغة التي استخدمها ضد الصينيين عام 1900. ومع ذلك، نفى فيلهلم، جنبًا إلى جنب مع المستشار فون بولو، طلب فون تروثا لقمع التمرد بسرعة.

لم ينجُ أي أمر مكتوب من فيلهلم الثاني يأمر أو يأذن بالإبادة الجماعية. في فبراير 1945، دمرت غارة شنتها قوات الحلفاء المبنى الذي يضم جميع وثائق الجيش البروسي من العصر الإمبراطوري. على الرغم من ذلك، تشير الوثائق الباقية إلى أن التكتيكات التي استخدمها تروثا كانت نفس التكتيكات التي استخدمها في الصين، فقط على نطاق أوسع. ومن المعروف أيضًا أن تروثا ظل طوال فترة الإبادة الجماعية على اتصال منتظم مع كل من هيئة الأركان العامة والقيصر. يعتقد المؤرخ جيريمي ساركين هيوز أنه بصرف النظر عما إذا كان قد أصدِر أمر مكتوب أم لا، فإن القيصر قد أعطى تروثا أوامر شفهية. يدعم تكريم تروثا من قبل فيلهلم الثاني وعدم تقديمه للمحاكمة العسكرية بعد أن أصبحت الإبادة الجماعية معروفة عامة فرضية أنه كان يتصرف بموجب أوامر. ذكر الجنرال تروثا حله المقترح لإنهاء مقاومة شعب هيريرو في رسالة، قبل معركة ووتربيرغ:
«أعتقد أنه يجب القضاء على الأمة على هذا النحو، أو إذا لم يكن ذلك ممكنًا من خلال الإجراءات التكتيكية، فيجب طردها من البلاد ... سيكون هذا ممكنًا إذا احتُلت آبار المياه من جروتفونتين إلى غوبابيس. إن الحركة المستمرة لقواتنا ستمكننا من إيجاد المجموعات الصغيرة من هذه الأمة التي تراجعت إلى الخلف وتدميرها تدريجيًا».
هزمت قوات تروثا 3000-5000 من مقاتلي هيريرو في معركة ووتربيرغ في 11-12 أغسطس 1904 لكنها لم تكن قادرة على تطويق وإبادة الناجين المنسحبين.:605

منعت القوات الألمانية الملاحقة مجموعات من هيريرو من الانسلاخ عن الجسم الرئيسي للقوة الفارة ودفعتهم إلى الصحراء. عندما سقطت قوات هيريرو المنهكة، غير قادرة على الاستمرار، قتل الجنود الألمان الرجال والنساء والأطفال. شهد جان كلويت، بصفته مرشدًا للألمان، الفظائع التي ارتكبتها القوات الألمانية وشهد بالبيان التالي:
«كنت حاضرًا عندما هُزمت قوات هيريرو في معركة بالقرب من ووتربيرغ. بعد المعركة، قُتل جميع الرجال والنساء والأطفال الذين سقطوا في أيدي الألمان أو جرحوا أو غير ذلك بلا رحمة. ثم انطلق الألمان في مطاردة البقية، وقُتل كل من وجد على جانب الطريق وفي الصحراء. كانت كتلة رجال الهيريرو غير مسلحين وبالتالي لم يكونوا قادرين على المقاومة. كانوا يحاولون فقط الهروب مع ماشيتهم».
هرب جزء من الهيريرو من الألمان وذهبوا إلى صحراء أوماهيكي، على أمل الوصول إلى بيشوانلاند البريطانية؛ تمكن أقل من 1,000 من الهيريرو من الوصول إلى بيشوانلاند، حيث مُنحوا حق اللجوء من قبل السلطات البريطانية. لمنعهم من العودة، أمر تروثا بإغلاق الصحراء. عثرت الدوريات الألمانية في وقت لاحق على هياكل عظمية في حفر بعمق 13 مترًا حُفرت في محاولة عبثية للعثور على الماء. تشير بعض المصادر أيضًا إلى أن الجيش الاستعماري الألماني سمم بشكل منهجي آبار المياه الصحراوية. عبر ماهريرو و500-1500 رجل كالاهاري إلى بيتشوانلاند حيث قُبل تابعًا لرئيس باتسوانا سيكغوما.

في 2 أكتوبر، أصدر تروثا تحذيرًا إلى الهيريرو:
«أرسل، أنا الجنرال العظيم للجنود الألمان، هذه الرسالة إلى الهيريرو. لم يعد الهريرو رعايا ألمانًا. لقد قتلوا وسرقوا وقطعوا آذان الجنود الجرحى وأجزاء أخرى من أجساد الجنود الجرحى، وأصبحوا الآن جبناء للغاية بحيث لا يريدون القتال أكثر من ذلك. أعلن للشعب أن أي شخص يسلمني أحد الرؤساء سيحصل على 1000 مارك و5000 مارك من أجل سامويل ماهريرو. يجب على أمة الهيريرو الآن مغادرة البلاد. إذا رفضت، سأجبرها على فعل ذلك بالأنبوب الطويل [المدفع]. سيُعدم أي من أفراد الهريرو الذين يُعثر عليهم داخل الحدود الألمانية، مع أو بدون مسدس أو ماشية. لن أتجنب النساء ولا الأطفال. سأعطي الأمر بطردهم وإطلاق النار عليهم. هذه هي كلماتي لشعب هيريرو.
كما أصدر أوامره بما يلي:
«يجب قراءة هذا الإعلان على القوات عند الاجتماع الصباحي، بالإضافة إلى أن الوحدة التي تمسك برئيس قبيلة ستحصل أيضًا على المكافأة المناسبة، وأن إطلاق النار على النساء والأطفال يجب أن يُفهم على أنه إطلاق نار فوق رؤوسهم، لإجبارهم على الهروب. أفترض تمامًا أن هذا الإعلان سيؤدي إلى عدم احتجاز المزيد من السجناء الذكور، لكنه لن يتحول إلى فظائع ضد النساء والأطفال. ستهرب النساء والأطفال إذا أطلق أحدهم عليهم عدة مرات. ستبقى القوات مدركة للسمعة الطيبة للجندي الألماني».:56
أعطى تروثا أوامر بإعدام رجال الهريرو الأسرى، بينما كان من المقرر أن تُدفع النساء والأطفال إلى الصحراء حيث من المؤكد موتهم من الجوع والعطش؛ جادل تروثا بأنه لا توجد حاجة لعمل استثناءات لنساء وأطفال الهيريرو، لأن هؤلاء سيصيبون القوات الألمانية بأمراضهم، أوضح تروثا أن التمرد كان وما يزال بداية صراع عنصري. بصرف النظر عن ذلك، اغتصب الجنود الألمان بانتظام شابات الهريرو قبل قتلهم أو تركهم يموتون في الصحراء. بعد الحرب، جادل تروثا بأن أوامره كانت ضرورية، حيث كتب في عام 1909 أنه «إذا جعلتُ حفر المياه الصغيرة في متناول النساء، كنت سأواجه خطر كارثة أفريقية مماثلة لمعركة بيريسونيا».

كانت هيئة الأركان الألمانية على علم بالفظائع التي كانت تحدث؛ وأشار منشورها الرسمي، المسمى القتال (Der Kampf)، إلى:
«يُظهر هذا المشروع الجريء في أكثر الأوقات وضوحًا الطاقة القاسية للقيادة الألمانية في مطاردة عدوهم المهزوم. لا آلام ولا تضحيات في القضاء على آخر بقايا مقاومة العدو. مثل الوحش الجريح، جرى تعقب العدو من حفرة مائية إلى أخرى، حتى أصبح في النهاية ضحية لبيئته الخاصة. كان من المفترض أن تكمل صحراء أوماهيكي القاحلة ما بدأه الجيش الألماني: إبادة الأمة الهريرو».